# 安藤洋美
安藤 洋美（あんどう ひろみ）は、日本の映像作家、アニメーター。
主に、NHKの音楽番組「みんなのうた」などのアニメーションを制作している。「安藤ひろみ」名義としても活動する。

## 作品一覧

### みんなのうた
- ◆は5分間1曲枠の楽曲。
- 1.恋の花 咲いた / 小東千鶴（1991年2月・3月放送）
- 2.ベスト・フレンド / SMAP（1992年4月・5月放送）